# Маджоту
Маджоту (д/н — 1830) — 32-й алаафін (володар) держави Ойо в 1801—1830 роках. Намагався припинити розпад імперії, проте марно.

## Життєпис
Внаслідок запеклої боротьби, що почалася 1797 року після смерті алаафіна Маку, зумів захопити владу. Розпочав приборкання повсталих аджеле (очільників провінцій). Мусив у 1810-х роках визнати самостійність держав Нупе і Боргу на півночі.
Втім головним супротивником залишався Аходжа, володар Ілоріна, що спирався на мусульман. Невдовзі останній визнав зверхність Усмана дан Фодіо, халіфа Сокото.
З ослаблення держави скористався давній васал Ойо — держава Ову, що 1821 року повстала. Лише 1826 року її вдалося приборкати. При цьому значна частина столиці Ову була зруйнована, а частину мешканців продали в рабство, решта втекла до Абеокути, де почався спротив алаафіну.
Водночас 1820 року проти Ойо виступив Гезо, ахосу Дагомеї. Після деякого успіху, армія Ойо 1823 року у битвах біля Пауїннана та Кпалоко. Фактично Дагомея стала незалежною, але Майєоту цього не визнав.
У наступні роки багато часу приділяв придушенню заколотів у провінціях, але не досяг успіхів, внаслідок чого територія зменшилася вдвічі. Помер 1830 року. Йому спадкував Амодо.